# Erycibe coriacea
Erycibe coriacea är en vindeväxtart som beskrevs av Nathaniel Wallich. Erycibe coriacea ingår i släktet Erycibe och familjen vindeväxter. Inga underarter finns listade i Catalogue of Life.